# XPDL

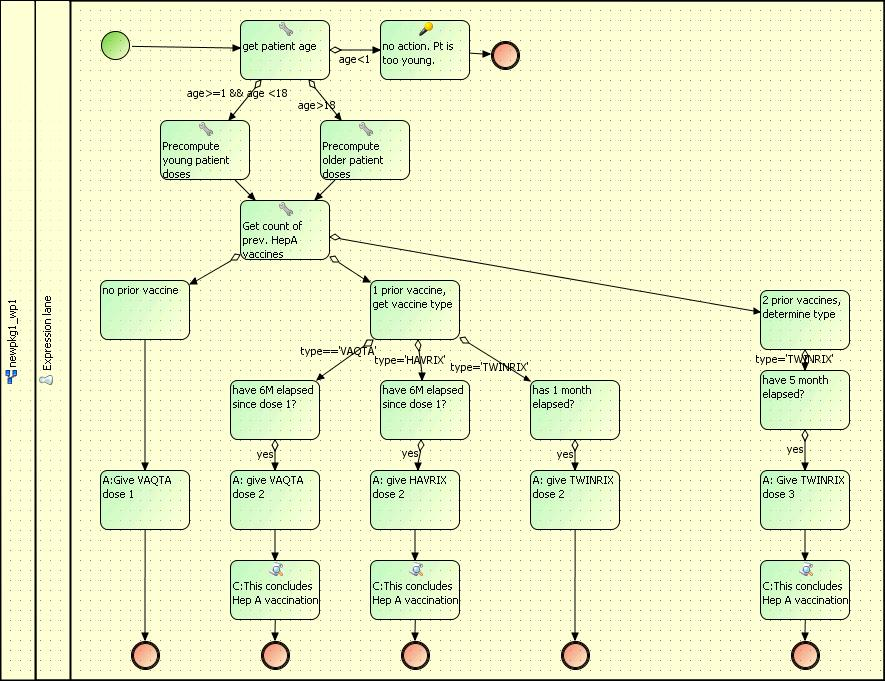
Представление процессов в XPDL (на примере процесса иммунизации от гепатита A)

XPDL (англ. Process Definition Language, язык описания процессов) — язык, предназначенный для описания определений и реализаций процессов. Является международным стандартом, который разработал консорциум Workflow Management Coalition.
XPDL предназначен для обмена определениями процессов между различными информационными системами, как в графическом так и в семантическом виде.